# مؤتمر البجا
مؤتمر البجا هو حزب سياسي في السودان تأسس عام 1957م ومقره الرئيسي في مدينة كسلا بشرق السودان.

## تأسيسه
تأسس في 14 أكتوبر / تشرين الأول عام 1957 كأول حزب اقليمي في السودان من قبل الدكتور طه عثمان بلية ومحمد أحمد النيل الذي كان نائب بورتسودان بالجمعية التأسيسية السودانية (في دورة عام 1956) [بحاجة لمصدر] ، ومجموعة من مثقفي قبائل البجا ليكون بمثابة منبر سياسي للبجا وسكان شرق السودان ويسهر على تنمية المنطقة ومحاربة الفقر والمرض والأمية فيها. ودعا حزب مؤتمر البجا في بيانه التاسيسى إلى اعتماد نظام حكم فيدرالى في السودان.

## حظره
تم حظر الحزب في عام 1960 ، اسوة بغيره من الأحزاب السياسية الأخرى في السودان، من قبل المجلس الأعلى للقوات المسلحة الذي استولى على السلطة في السودان عام 1958 م، اثر انقلاب عسكري بقيادة الفريق إبراهيم عبود. وعندما رفع الحظر في بعد سقوط حكومة عبود وعودة الحكم المدني إلى السودان في عام 1964 م، عاد مؤتمر البجا للظهور وشارك بنجاح في انتخابات عام 1965 البرلمانية، حيث فاز بإحدى عشر مقعداً من مقاعد الجمعية التأسيسية.
وعلى الرغم من حظره مرة أخرى خلال سنوات حكم الرئيس جعفر نميري (1969 – 1984)، إلا أنه عاد مجدداً إلى الساحة السياسية السودانية بعد الانتفاضة الشعبية التي أطاحت بحكم الرئيس نميري في عام 1985 م، وشارك في الانتخابات العامة في عام 1986، ولكنه لم يحصل إلا على مقعد واحد فقط.
وبعد الانقلاب العسكري الذي قاده العميد عمر البشير في عام 1989 ، تم حظر الحزب كغيره من الأحزاب الأخرى.

## نشاطه العسكري
شارك في تأسيس التجمع الوطني الديموقراطي السوداني المعارض في العاصمة الأريترية أسمرا في عام 1993 ، والتي تأسست من قبل الحزب الاتحادي الديمقراطي وحزب الأمة وغيره من الجماعات المعارضة للإطاحة بحكومة الإنقاذ الوطني عنوة. وفي عام 1995 وقع مؤتمر البجا على مقررات مؤتمر اسمر للقضايا المصيرية، وقام مقاتلوه وبمساعدة الجيش الشعبي لتحرير السودان بقيادة جون قرنق والجيش الاريتري بتنفيذ سلسلة من الهجمات على طول الحدود السودانية الإريترية، مع التركيز على نقاط إستراتيجية، مثل الطريق السريع بين الخرطوم وبورتسودان وخط أنابيب النفط المتجهة نحو ميناء بورتسودان، ويرى يونغ بأنه وعلى الرغم من نجاح تنفيذ تلك الهجمات إلا أنها لم تسفر سوى إغلاق الطريق لبضع ساعات أو وقف تدفق النفط لبضعة أيام. ولم يحقق مؤتمر البجا أية انتصارات عسكرية كبيرة بسبب قلة عدد مقاتليه الذين كانوا أيضاً يقومون بعملياتهم تحت مراقبة وثيقة من الجيش الإريتري، ومع ذلك شارك المؤتمر في احتلال بلدة همشكوريب الواقعة على الحدود السودانية الإريترية ضمن قوات التجمع الوطني السوداني والجيش الشعبي لتحرير السودان، كما سيطر على مناطق حول مدينة طوكر.

## العمل السياسي
سياسيا، كان مؤتمر البجا أكثر فاعلية، ونظم في عام 2005 م، مؤتمراً انتخب فيه موسى محمد أحمد، رئيساً له، كما حقق بعض النجاح في توحيد اتباعه المنقسمين وتعبئة مناصريه من الشباب حتى بات يسيطر على اتحادات الطلاب بالجامعات الثلاث الرئيسية في شرق السودان.
وفي عام 2004 حدث خلاف بين مؤتمر البجا والتجمع الوطني الديمقراطي وبلغ الخلاف أشده عقب المفاوضات التي تمت بين التجمع والحزب الوطني السوداني الحاكم تحت رعاية مصرية في القاهرة عام 2005 حيث انسحب حزب مؤتمر البجا وحزب الأسود الحرة الذي تضم عناصر من قبيلة الرشايدة بزعامة الدكتور مبروك مبارك سليم الرشيدي، من المفاوضات بحجة أنه لم يتم تمثيل مصالحهما إلى حد ما وعدم استعياب التجمع لها، وطلبا التفاوض في منبر منفصل.
وبعد انهيار تحالف التجمع الوطني الديمقراطي في عام 2004 اثر انسحاب الحركة الشعبية لتحرير السودان منه، قام مؤتمر البجة إلى تأسيس تحالف جديد مع فصيل الأسود الحرة وغيره من مجموعات أصغر لتشكيل جبهة الشرق التي وقعت في اسمرا في 14 أكتوبر / تشرين الأول 2006 اتفاق سلام شرق السودان مع الحكومة السودانبة بعد اعترافها بقضيته.
ونص الإتفاق على استيعاب قوات جبهة الشرق في القوات المسلحة السودانية وتم تعيين قادة الجبهة في مناصب سياسية في الحكومة الوطنية، والجمعية الوطنية، وفي ولايات شرق السودان الثلاث (كسلا والقضارف والبحر الأحمر).
طالع أيضاً:
- اتفاقية سلام الشرق [7]
- موقع حزب مؤتمر البجا.[1]